# Giovan Battista Aleotti
Giovan Battista Aleotti dit « L'Argenta » (né à Argenta en 1546 et mort à Ferrare le 12 décembre 1636) est un architecte et ingénieur militaire italien.

## Biographie
Giovan Battista Aleotti est né à Argenta. Pendant quelques années, il travaille à Ferrare à la cour de Alfonso II d'Este où en 1610 avec Alessandro Balbi, il conçoit la façade de l'Université. Il élabore une nouvelle façade à la Rocca di Scandiano (it), la maison de la famille Boiardo, puis de la famille Thiene,.
Giovan Battista Aleotti est connu pour ses créations à Parme, comme le Teatro Farnese (1618-1628) et, avec l'aide de son élève Giovanni Battista Magnani (it), de l'église hexagonale de Santa Maria del Quartiere (en) (1604-1619). Il a également contribué à la conception des façades des Palazzi Bentivoglio et Bevilacqua-Costabili à Ferrare.

## Images

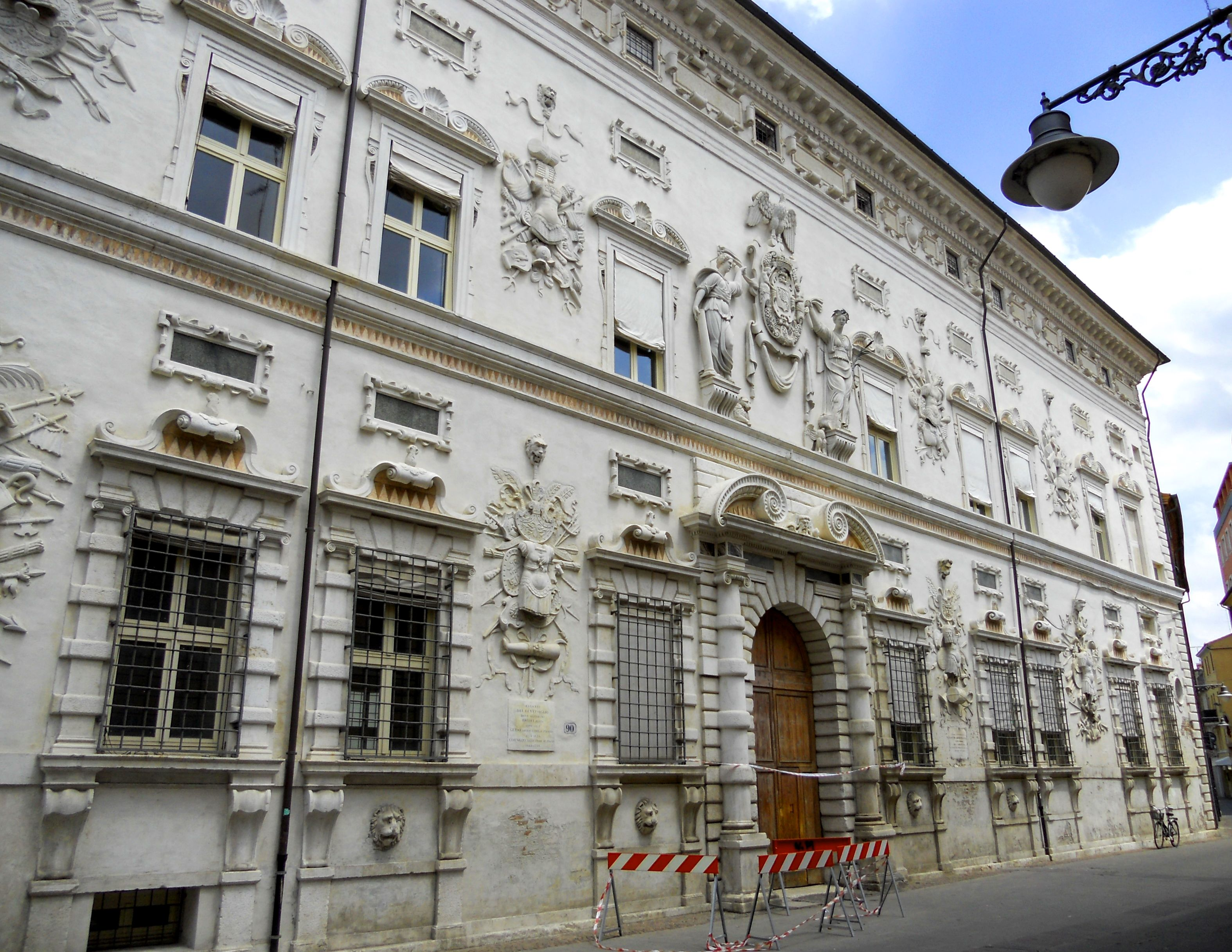
Palazzo Bentivoglio à Ferrare.
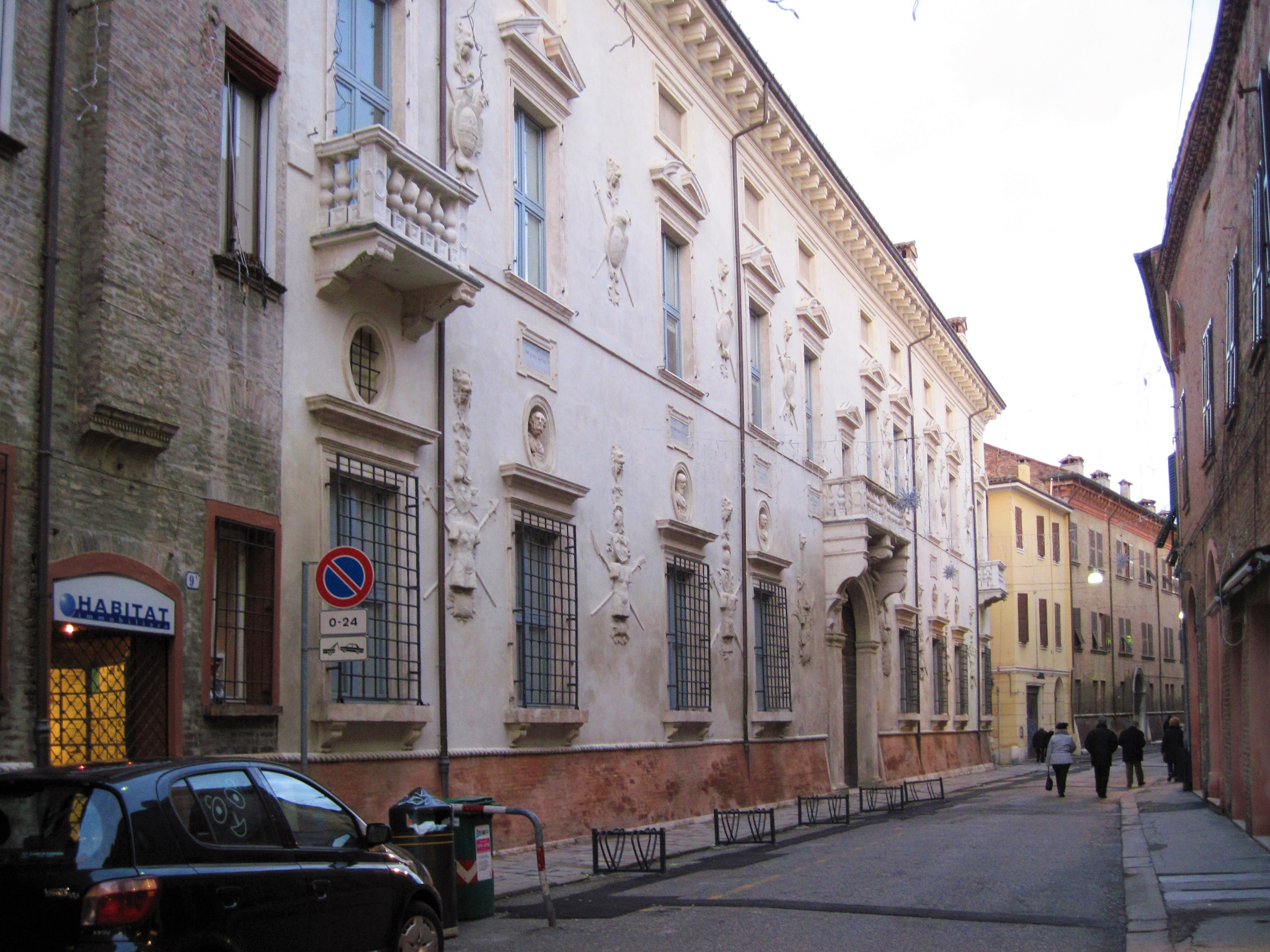
Palazzo Bevilacqua-Costabili à Ferrare
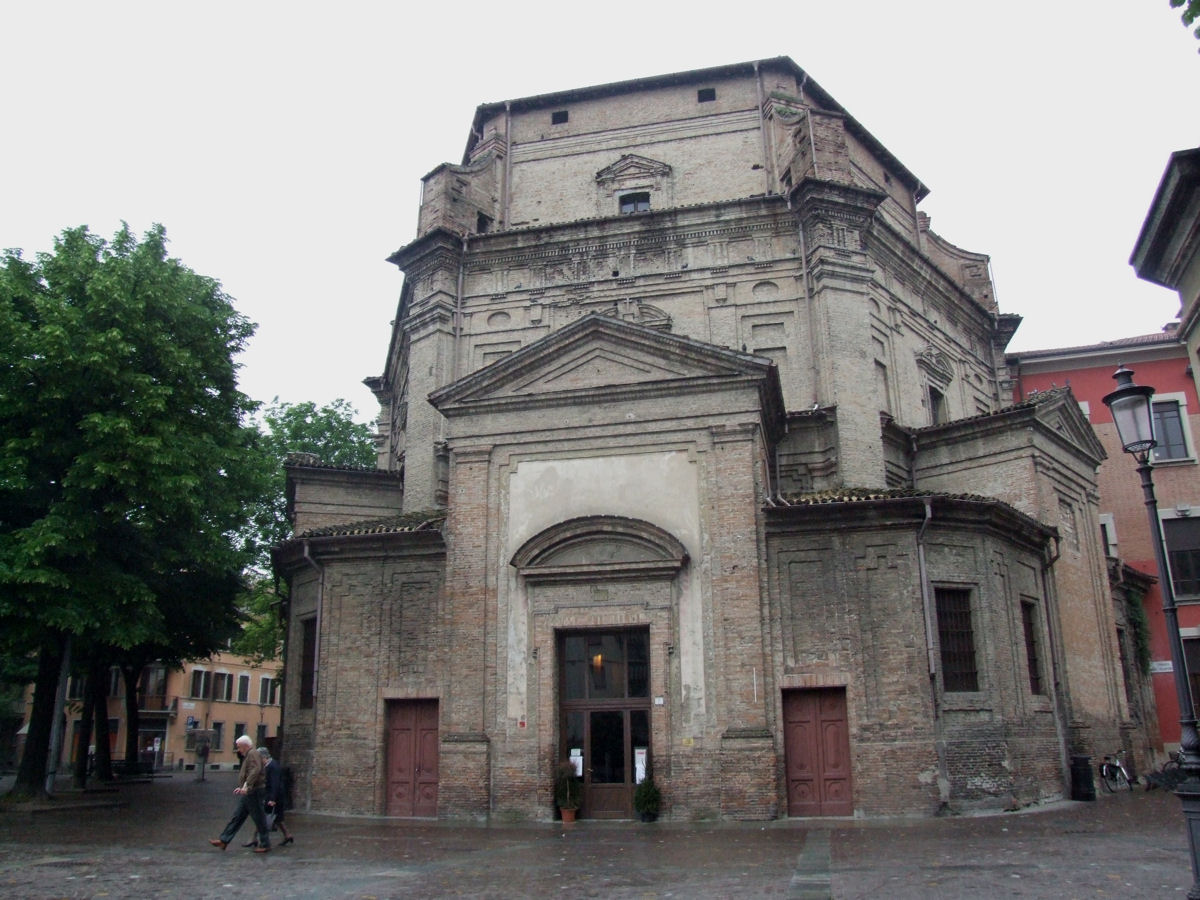
Église de Santa Maria del Quartiere, Parme .
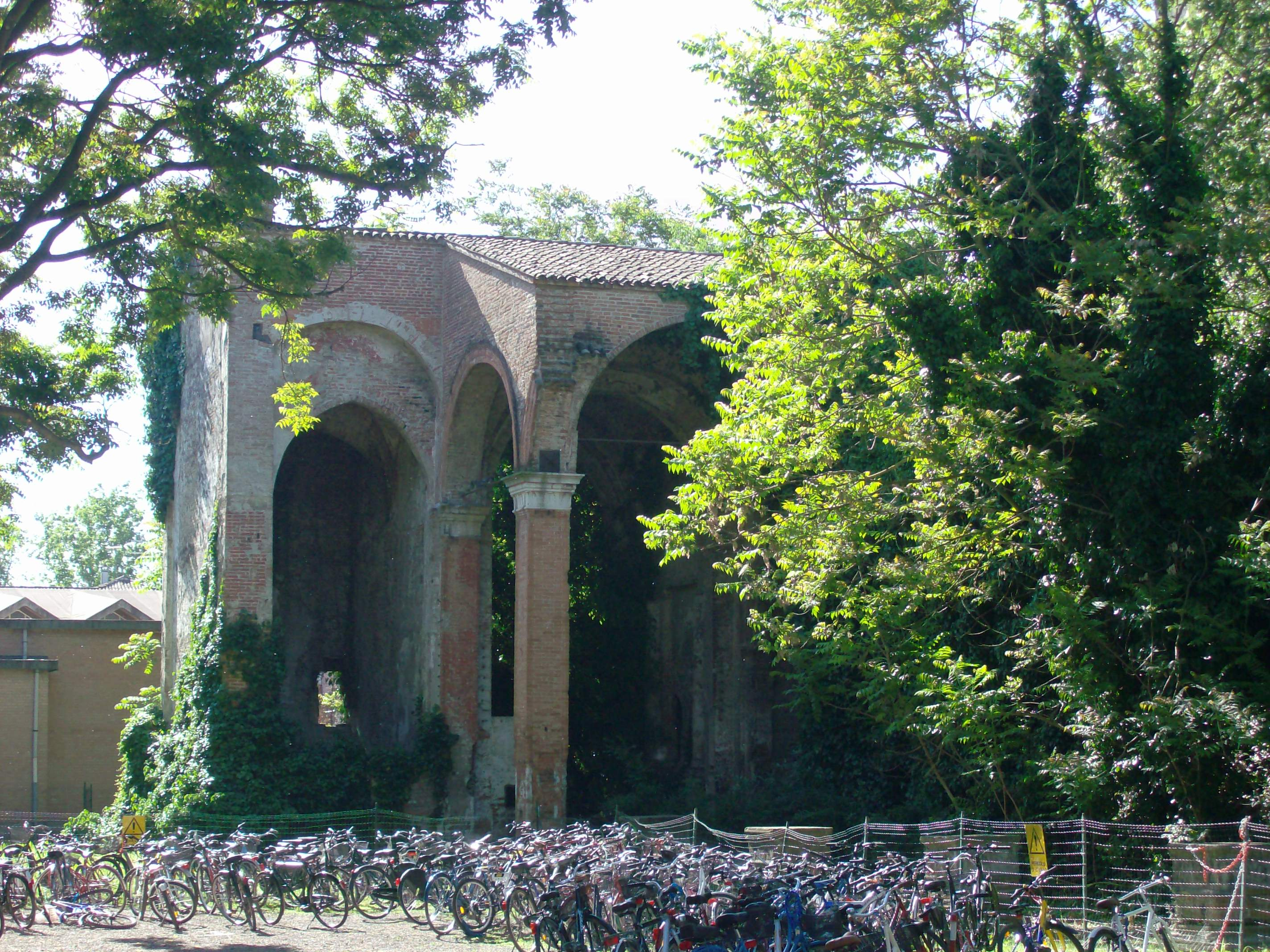
Restes de l'église et du monastère  Sant'Andrea (Ferrare).
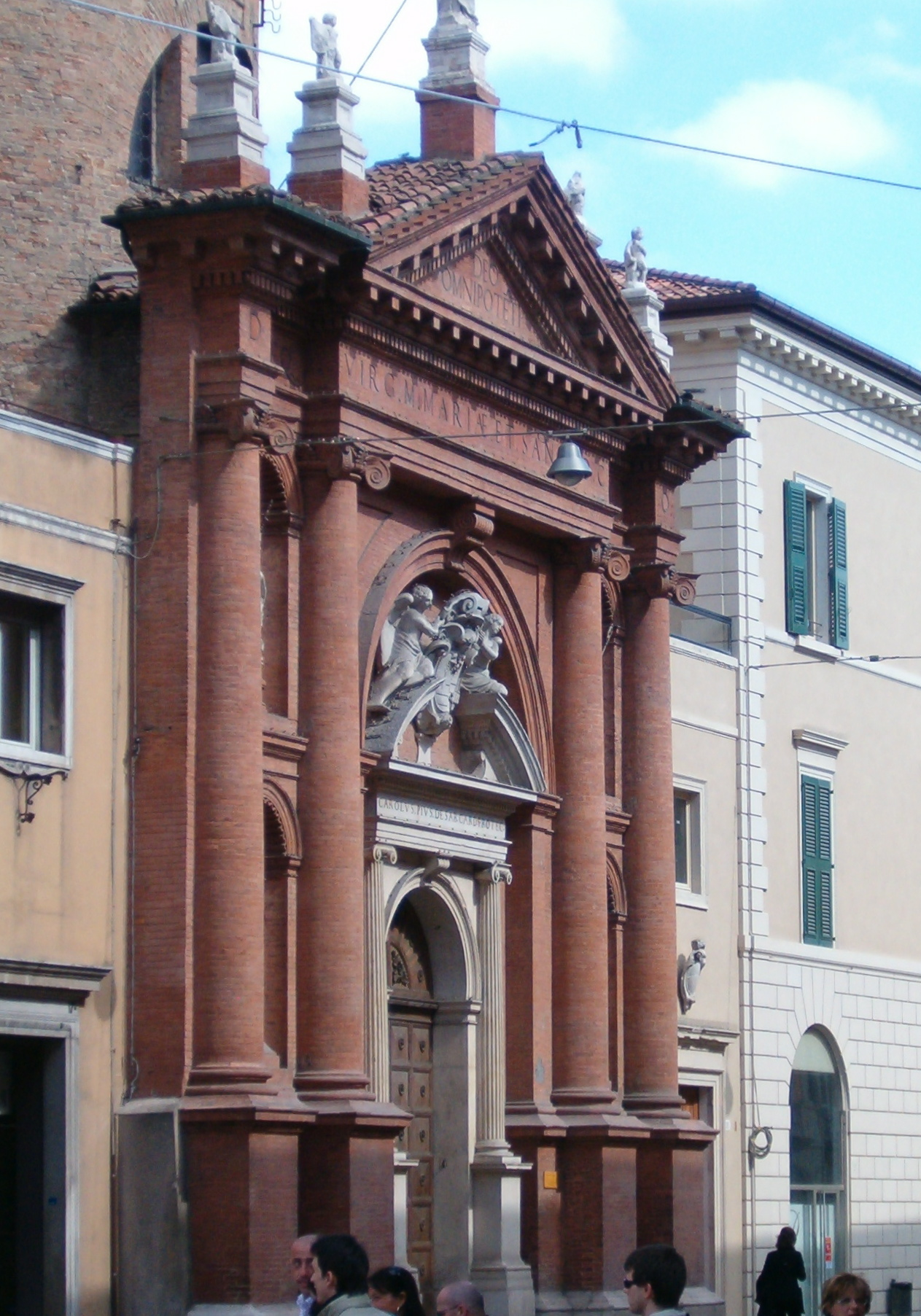
La façade de l'église San Carlo à Ferrare.
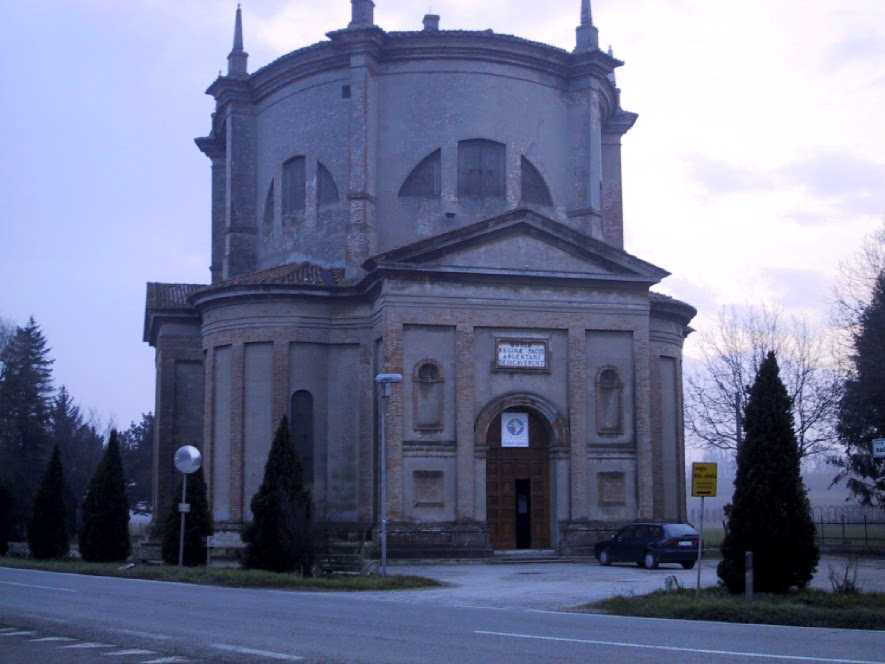
Sanctuaire della Celletta à Argenta avant la restauration.
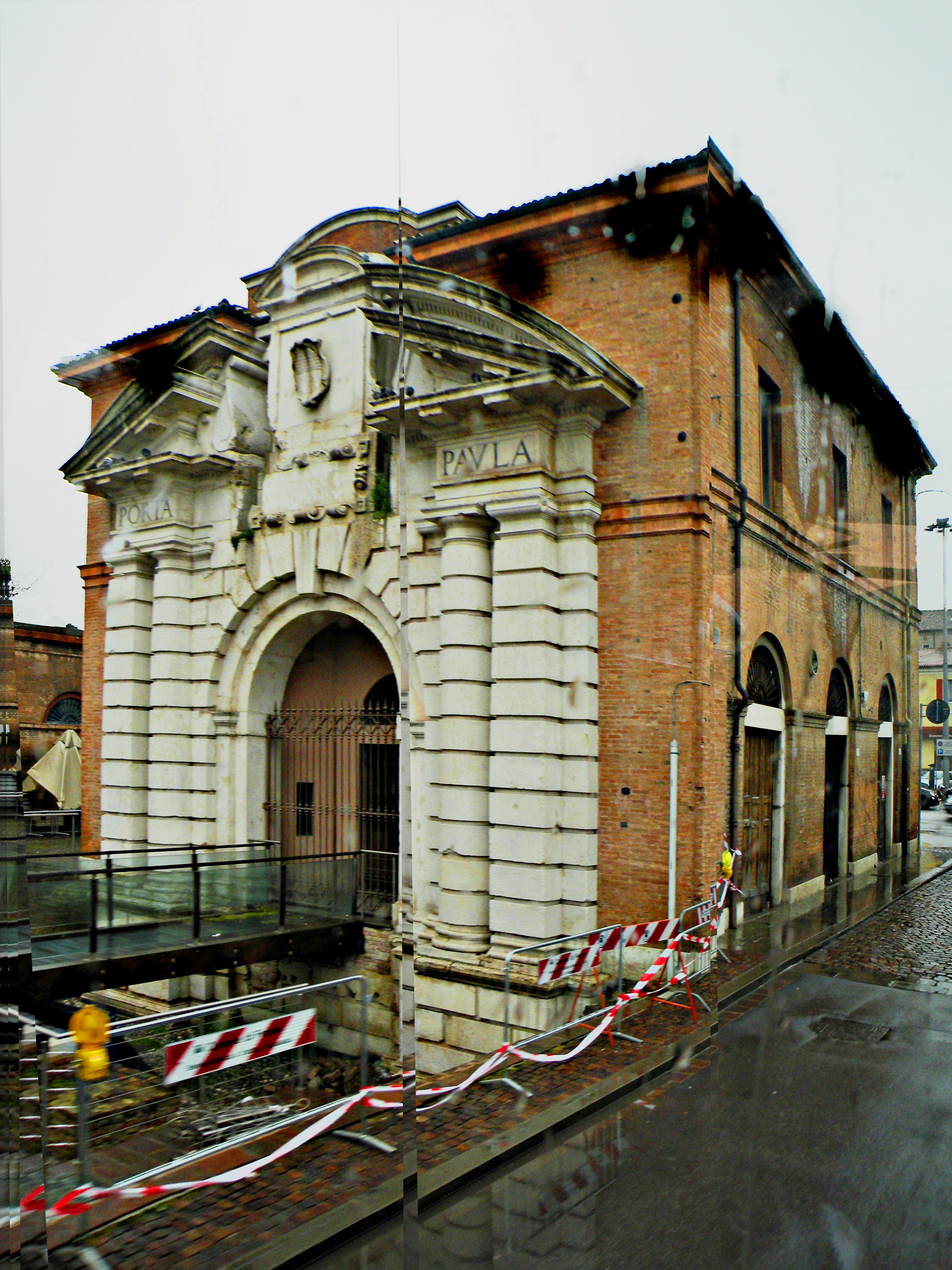
Porta Paola.